# الإشارة في علم الكلام (كتاب)
الإشارة في علم الكلام هو كتاب للإمام فخر الدين الرازي (606 هـ) وضح فيه أهمية علم الكلام وأنه أشرف أنواع العلوم وأجلها على الإطلاق.

## تحقيق اسم الكتاب
لم يشير أحداً إلى هذا الكتاب إلا صلاح الدين الصفدي الذي سماه «الإشارات»، وذكره جمال الدين القفطي باسم: «تنبيه الإشارة». وهذا الكتاب يمثل مرحلة مهمة من مراحل تفكير الإمام الفخر الرازي؛ لأنه ألفه في بداية حياته العلمية لأن تابعيته فيه للشيخ الأشعري واضحة كقوله مثلاً: (والصحيح ما ذهب إليه شيخنا أبو الحسن رضي الله عنه). ولهذا الكتاب نسخة في مكتبة كوبريلي باستانبول تحت رقم (2/2/9)، وعنها أخذ فيلم محفوظ في معهد المخطوطات العربية. ويوجد له نسخة وحيدة بمعهد المخطوطات التابع لجامعة الدول العربية تحت رقم 20 علم التوحيد، وهي مصورة عن نسخة خطية موجودة في مكتبة كوبريلي باستانبول تحت رقم (2/519). وتشير الصفحة الأولى من هذه النسخة إلى أن تاريخ النسخ كان سنة 576 هـ - أي في حياة الإمام الرازي - والذي كتبه بخط نسخ حسن هو: أبو سعيد بن محمد بن عمر الحموي. ويوجد على الصفحة الثانية فهرس لموضوعات الكتاب، ومكتوب بعد محتويات الكتاب: «"كتاب الإشارة": من تصنيف الإمام العالم الفاضل وحيد عصره وفريد الدهر، حجة الله على الخلق: فخر الدين الرازي أناله الله رضوانه، وأسكنه جناته.»

## موضوعات الكتاب
الكتاب مشتمل على مقدمة وخمسة فنون:

### المقدمة
والمقدمة مشتملة على أربعة فصول:
1. في بيان أن علم الكلام من أشرف العلوم.
2. في أن الاشتغال بعلم الكلام جائز بل من الواجبات في حق البعض.
3. في حقيقة النظر وبيان إفضائه إلى العلم.
4. في كيفية ترتيب العلم على النظر.

### الفنون الخمسة

#### الفن الأول
الفن الأول: في إثبات ذات الباري عز وجل: وهو مشتمل على عدة أبواب:
- الباب الأول: في حدوث الأجسام، وهو يشتمل على فصلين:

1. الفصل الأول: في بيان أن لوجود الأجسام ابتداء.
2. الفصل الثاني: في الرد على القائلين بأن المعدوم شيء.

- الباب الثاني: في إثبات الصانع وما يجب له من الصفات النفسية وفيه فصلين:

1. الفصل الأول: في إثبات صفة الوجود.
2. الفصل الثاني: في أن الله تعالى يصح أن يُرى.

- الباب الثالث: فيما يستحيل على الله تعالى من الصفات النفسية وفيه فصلين:

1. الفصل الأول: في أن الباري تعالى ليس بجسم.
2. الفصل الثاني: في استحالة الحلول والاتحاد على الباري تعالى.

#### الفن الثاني
الفن الثاني: في صفاته تعالى وفيه مقدمة وخمسة أبواب وخاتمة:
- المقدمة: في إثبات أنه تعالى قادر حي عالم مريد متكلم سميع بصير.
- الباب الأول: في صفة العلم وفيه فصلان:

1. الفصل الأول: في إثبات صفة العلم لله تعالى.
2. الفصل الثاني: في إقامة الدلالة على أنه تعالى عالم بجميع المعلومات.

- الباب الثاني: في صفة القدرة وفيه فصلان:

1. الفصل الأول: في أن قدرته تعالى تعم جميع الممكنات.
2. الفصل الثاني: استحالة كونه تعالى موجباً بالذات.

- الباب الثالث: في صفة الإرادة وفيه فصلان:

1. الفصل الأول: في حقيقة الإرادة.
2. الفصل الثاني: في إرادة الكائنات.

- الباب الرابع: في صفة الكلام وفيه فصول:

1. الفصل الأول: في قِدَم القرآن.
2. الفصل الثاني: في الحكاية والمحكى.
3. الفصل الثالث: في أن كلام الله تعالى صدق.
4. الفصل الرابع: في التحسين والتقبيح.
5. الفصل الخامس: في وجوب شكر المنعم.

- الباب الخامس: في صفة البقاء.
- الباب السادس: خاتمة وهي تشتمل على فصول:

1. الفصل الأول: في أن الله واحد لا شريك له.
2. الفصل الثاني: في أنه ليس لله تعالى صفة وراء ما ذكرنا.

#### الفن الثالث
الفن الثالث: في أفعال الله تعالى وأسمائه وفيه أبواب وفصول:
- الباب الأول: في أنه لا يجب على الله شيء.
- الباب الثاني: في أسمائه تعالى وتقدس وفيه فصول:

1. الفصل الأول: في حقيقة الاسم والمسمى.
2. الفصل الثاني: فيما يجوز إطلاقه من الأسامي على الله تعالى.
3. الفصل الثالث: فيما لا يجوز إطلاقه من الأسماء على الله تعالى.
4. الفصل الرابع: في تفسير الإله تعالى وتقدس.

- الباب الثالث: فيما لا يجوز إطلاقه من الأسماء.

#### الفن الرابع
الفن الرابع: في النبوات وفيه ثلاثة أبواب:
- الباب الأول: في جواز بعثة الرسل وشرائط المعجزات وكيفية دلالتها على صدق النبي وحقيقة السحر والكرامة والفرق بينهما وبين المعجزة وفيه فصول أربعة:

1. الفصل الأول: في جواز بعثة الرسل.
2. الفصل الثاني: في المعجزات وشرائطها.
3. الفصل الثالث: في كيفية دلالة المعجزة على صدق الرسل صلوات الله عليهم أجمعين.
4. الفصل الرابع: في حقيقة السحر والكرامات والميز بينها وبين المعجزات.

- الباب الثاني: في إثبات نبوة نبينا محمد ﷺ وفيه أربعة فصول:

1. الفصل الأول: في إقامة الدلالة على نبوته ﷺ.
2. الفصل الثاني: في ذكر وجه الإعجاز في القرآن.
3. الفصل الثالث: في بيان مجاوزة بلاغة القرآن سائر البلاغات.
4. الفصل الرابع: في ذكر جمل من معجزات رسول الله ﷺ.

- الباب الثالث: في أحكام الأنبياء عليهم الصلاة والسلام.

#### الفن الخامس
الفن الخامس: في السمعيات ومنها المعاد ويشمل فصلين:
1. الفصل الأول: في حقيقة الإنسان وإبطال مذهب الفلاسفة فيه.
2. الفصل الثاني: في تصحيح المعاد الجسماني.